# Пангуитч
Пангуитч (/ˈpæŋɡwɪtʃ/; англ. Panguitch) — город в штате Юта (США). Административный центр и самый крупный город округа Гарфилд. По данным переписи за 2010 год число жителей города составляло 1520 человек.

## Географическое положение
По данным Бюро переписи населения США Пангуитч имеет общую площадь в 5,53 км². Он расположен на юге долины Пангуитч, между реками Пангуитч и Севир. Через центр города проходит шоссе  US 89 (англ. U.S. Route 89).

### Климат
По классификации климатов Кёппена климат Пангуитча относится к мягкому морскому (Cfb). Средняя температура в году — 6,6 °C, самый тёплый месяц — июль (средняя температура 18,3 °C), самый холодный — январь (средняя температура −4,8 °C). Среднее количество осадков в году 246,4 мм, наибольшее — в марте (40,6 мм), наименьшее — в июле (12,7 мм).

## История

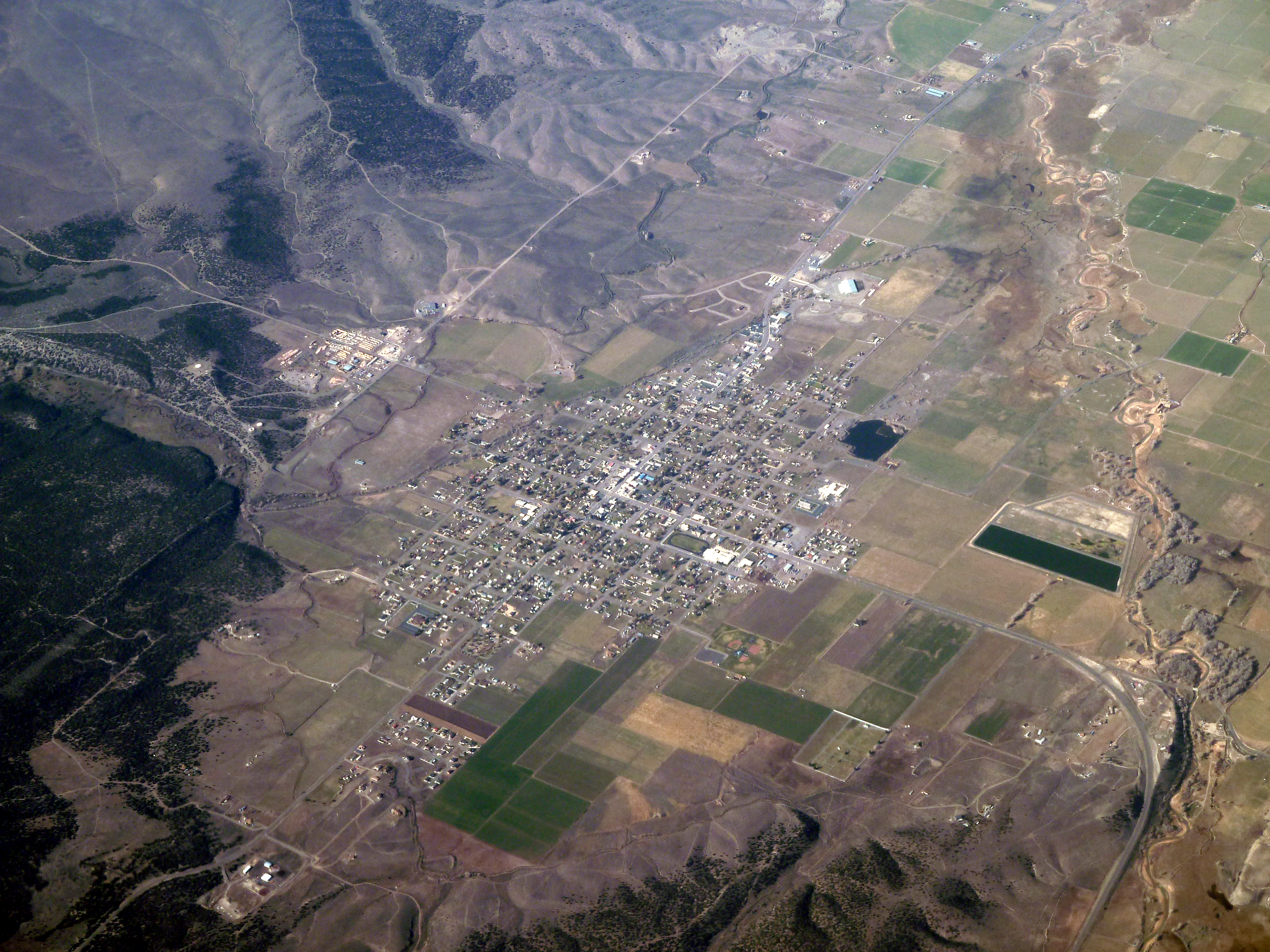
Фото Пангуитча с воздуха

Поселение было основано в 1864 году. Первоначально город был назван в Фэрвью, а затем переименован в Пангуитч по индейскому слову, означающему «большая рыба». Был построен форт, хижины. Зерно, посаженное в первый год, не вызрело, и поселенцы собрали промёрзшую пшеницу. За первую зиму запасы истощились, их пополняли из Парована. В 1866 году из-за проблем с едой и угрозой нападения индейцев поселенцы покинули Пангуитч.
В 1870 году Бригам Янг посетил долину Пангуитч и решил, что её необходимо заселить. В 1871 году прибыли новые поселенцы. До 1882 года Пангуитч находился в округе Айрон, затем был создан округ Гарфилд. В 1899 году город с населением в 500 человек был инкорпорирован. На озере Пангуитч была построена дамба. В 1910 году в город было проведено электричество. Во время Второй мировой войны многие жители города уехали для работы в военных предприятиях. В 1954 году в городе начала работать лесопилка. К XXI веку основой экономики стал туризм — вблизи города находится пять национальных парков и многие места отдыха.

## Население
| Год переписи | Нас. |  | %±     |
| ------------ | ---- |  | ------ |
| 1880         | 846  |  | —      |
| 1890         | 1015 |  | 20%    |
| 1900         | 883  |  | −13%   |
| 1910         | 1338 |  | 51,5%  |
| 1920         | 1473 |  | 10,1%  |
| 1930         | 1541 |  | 4,6%   |
| 1940         | 1979 |  | 28,4%  |
| 1950         | 1501 |  | −24,2% |
| 1960         | 1435 |  | −4,4%  |
| 1970         | 1318 |  | −8,2%  |
| 1980         | 1343 |  | 1,9%   |
| 1990         | 1444 |  | 7,5%   |
| 2000         | 1623 |  | 12,4%  |
| 2010         | 1520 |  | −6,3%  |
| 2016         | 1665 |  | 9,5%   |

По данным переписи 2010 года население Пангуитча составляло 1520 человек (из них 51,0 % мужчин и 49,0 % женщин), в городе было 507 домашних хозяйств и 367 семьи. На территории города было расположено 659 построек со средней плотностью 119,8 построек на один квадратный километр суши. Расовый состав: белые — 95,3 %, азиаты — 0,4 %, коренные американцы — 2,0 %.
Население города по возрастному диапазону по данным переписи 2010 года распределилось следующим образом: 27,0 % — жители младше 18 лет, 3,0 % — между 18 и 21 годами, 52,2 % — от 21 до 65 лет и 17,8 % — в возрасте 65 лет и старше. Средний возраст населения — 36,9 лет. На каждые 100 женщин в Пангуитче приходилось 104,0 мужчины, при этом на 100 совершеннолетних женщин приходилось уже 104,4 мужчин сопоставимого возраста.
Из 507 домашних хозяйств 72,4 % представляли собой семьи: 62,1 % совместно проживающих супружеских пар (23,9 % с детьми младше 18 лет); 8,1 % — женщины, проживающие без мужей и 2,2 % — мужчины, проживающие без жён. 27,6 % не имели семьи. В среднем домашнее хозяйство ведут 2,77 человека, а средний размер семьи — 3,37 человека. В одиночестве проживали 24,5 % населения, 15,4 % составляли одинокие пожилые люди (старше 65 лет).

## Экономика
В 2014 году из 1426 человека старше 16 лет имели работу 723. При этом мужчины имели медианный доход в 30 966 долларов США в год против 22 463 долларов среднегодового дохода у женщин. В 2014 году медианный доход на семью оценивался в 47 353 $, на домашнее хозяйство — в 45 441 $. Доход на душу населения — 19 915 $ в год.